# 黄燜鶏

黄燜鶏ご飯セット

黄燜鶏（ファンメンジー）とは中華人民共和国山東省済南市発祥の料理、2010年代に中国全土へファーストフードとして普及していた。徳州市の黄麺鶏とは別物。
鶏肉（特にもも肉）をいろんな野菜と煮込んで、ご飯とセットで出すのが普通である。ご飯との相性が良いため、ファーストフードチェーンの展開に向いている料理となり、全国範囲で食べられる料理へ発展した。